# Venstermineermotten
De venstermineermotten (Bedelliidae) zijn een familie van vlinders in de superfamilie Yponomeutoidea. De familie telt circa 18 soorten in één geslacht. De groep werd traditioneel in de familie sneeuwmotten (Lyonetiidae) geplaatst.

## Geslacht
- Bedellia